# SmaSTATION!!
『SmaSTATION!!』（スマステーション!!、通称：スマステ）は、テレビ朝日系列で2001年10月13日から2017年9月23日まで土曜日夜に生放送されていた情報・教養バラエティ番組。
放送毎に「スマタイムズ」というフリーペーパーも発行。
2017年4月22日から最終回までの放送時間は、毎週土曜日 23:05 - 23:59（JST）。

## 概要
日本や世界の情報を幅広く取り上げる教養番組である。メイン司会は香取慎吾で、派手・近未来的なデザイン演出など、若年層や女性にも受けいれられるようにしている。CM直前には必ず「CMまで5秒前」（声：金田朋子）のカウントダウンもある。当初はテロップはリアルタイムで入力していた。普段はテレビ朝日第3スタジオを使用。テーマ曲は、服部隆之作曲の「OLUOLU MAKANI」。内容変更を繰り返しているが、番組内で使用されるBGMやシンキングタイムのBGMは当初から使用されている。
2001年10月の番組開始時には『SmaSTATION!!』であったが、2002年10月から『SmaSTATION-2』、2003年10月から『SmaSTATION-3』…と年ごとに番組名を変更していた。だが、『SmaSTATION-6』を最後に、2007年1月からは当初の『SmaSTATION!!』に戻している。なお、番組のシーズン制形式のタイトルではなくなったが、2016年からは番組の画面左上に表示されるアナログ時計に薄っすら放送年数を表示している（2016年10月までは『15th』、2016年10月からは『16th』）。
また、開始当初の○にSSのマークがナチス親衛隊のSS符号を連想させることから、番組開始から数週間後に現在のマークに改められた。
通常、ゲストが登場後に香取が「さぁ、今夜は○○さん（ゲスト名）をお迎えして、六本木のテレビ朝日から、もちろん生放送です!!」と言って、特集内容の予告した後にCMに入る。
改編期や年末年始は休止し、単発特番を行うか、局によっては他の番組を放送した。
2016年までは全国高等学校野球選手権大会がある場合、『熱闘甲子園』 が放送されるため、放送が30分遅れた。
放送開始から2006年までタカハタ秀太が総合演出を担当。他番組では大よそ特集されないような事柄・人物を取り上げることが多かった。その多くは香取が興味を持っている事柄やSMAPが行っている仕事に関する事が多かった。それは他局でも関係なく、他局の映像も多く使い放送全てを他局の番組の特集に充てた回も多かった。また、香取が別の仕事で地方や海外にいる時も、その場で必ず生放送を行っていた。
2007年以降タカハタが総合演出を去り、一般的な情報番組となり、それまで行っていた他局番組の特集も2007年半ばでなくなった。また、生放送も香取がSMAPの全国ツアーなどで東京に居なければ、休止・事前収録にすることが多くなった。
2012年10月改編で、『土曜ワイド劇場』が15分拡大され21:00 - 23:06の放送時間へと変更されることになったため、同月13日からの当番組は、15分繰り下がって23:15 - 翌0:09の放送時間へと変更、『裏Sma!!』に関しても同じく15分繰り下がり23:12 - 23:15に変更した。これにより、テレビ朝日の23時台の番組は全曜日23:15開始へと一旦移行・統一された（2017年4月22日からは再び崩れる）。
2014年4月からはリアルタイム字幕放送を開始。

## シリーズの終焉
2017年4月22日から、土曜20:54 - 21:54に新報道番組『サタデーステーション』の放送開始ならびに土曜21:58 - 22:59に『こんなところにあるあるが。土曜♥あるある晩餐会』の改題・枠移動・拡大に伴い、『土曜プライム』が終了するため、その後の時間帯である当番組の放送時間は23:05 - 23:59に繰り上がった。これに先立ち事前枠『裏Sma!!』については同月15日をもって終了した。
司会の香取が所属していたジャニーズ事務所を退所したことから、2017年9月23日をもって放送699回で番組が終了し、16年にわたって放送された本シリーズが幕を下ろした。その後つなぎ番組を経て、10月からの後枠には土曜ナイトドラマが16年ぶりに復活。

## 出演者

### 司会
- 香取慎吾（2016年12月まではSMAP）
- 大下容子（テレビ朝日アナウンサー、2002年1月12日 - ）

### 準レギュラー（3以降）
- 稲垣吾郎（2016年12月まではSMAP、「ゴローのムービージャッジ」を担当）
- 草彅剛（2016年12月まではSMAP）

### SMAPメンバーのゲスト出演
- 稲垣吾郎
- 草彅剛
- 中居正広
- 木村拓哉

### ナレーター
- 小林克也（おもに生放送担当、2以降ベラベラステーション担当。最終回では顔出しで出演し、スタジオとクロストークを行った）
- 金田朋子（「CMまで5秒前」「PRまで5秒前」担当）

## 過去の出演者

### 司会
- 小宮悦子（ - 2001年12月、諸事情により3ヶ月で降板）

### ナレーター
- 松尾貴史（おもに収録したVTR担当）
- 戸田恵子
- キャサリン（1のみ。ベラベラステーション担当）

### スマクリニック1プンドック
- 武居康仁

### ヨガ
- ポリー先生

## SmaSTATION!!（第1期）
2001年10月13日から2002年9月21日に放送された。
開始当初は「香取慎吾と小宮悦子の新ニュース番組」として、ゲストを呼ばず（ゲストは自宅などから中継で出演）、2人のみで番組を進めた。第一回はカーブルからの生中継や「ステーションの先輩」として、当時『ニュースステーション』の司会をしていた久米宏がテレビ電話出演するなど、当初はニュース色の強い番組だった。香取は、「司会でもニュースキャスターでもなく主役」と番組での自らの位置付けについて話していた。しかし小宮が、担当する『スーパーJチャンネル』など報道番組に専念するという理由で2001年12月22日の放送を最後に番組を降板。毎回、小宮にニュースキャスターにしては過激な衣装（例：パーマがかかったロングヘアのカツラを被り、エナメルのジャンパーやミニスカートなど黒い衣装で統一）を着せていたことが小宮の当時の事務所サイドの怒りを買ったため、という説がある。香取についても、スケジュール上このスマステ開始により、売れっ子とはいえ想定以上の激務になることから、それまでフジテレビ系レギュラー番組で、ロケ収録を行っていた「サタ☆スマ」をやめている（2002年3月）。
2002年1月からは中継先ではなくスタジオにゲストが2組出演するようになるなど、バラエティー要素が強くなっていった。小宮の後任には、自局の看板女性アナウンサーである『ワイド!スクランブル』司会の大下容子を敢えてシフト無視 で起用し、最終回まで至る。

### SmaSTATION!!の出来事
- 2001年10月13日の初回、“ステーション”とタイトルが付き、香取自身も開始前日に生出演した『ニュースステーション』メインキャスターの久米がゲスト出演。数回にわたってアメリカ同時多発テロ事件を基に宗教・聖地について取り上げた。
- 「クローン人間（2002年5月）「医療ミス」（7月）「地球が壊れる」（8月）というテーマをそれぞれ数回にわたって取り上げた。

#### テロ予告の歌手?
- 2001年11月17日、グアテマラで「同時多発テロを予告していたかのような曲がある」という騒動を紹介。その曲はリカルド・アルホナの「メシアス」というもの（スペイン語で救世主という意味）。11月24日の放送では彼にインタビューを申し込むべくスタッフが取材する様子を伝え、12月1日に彼への単独インタビューの模様を放送。このなかでアルホナは現代の経済社会（特に中南米）の救世主の到来を願う意味で「メシアス」を製作したとのこと。また、「メシアス」の歌詞における、同時多発テロやオサマ・ビンラディンなどとの関係の相似は単なる偶然に過ぎないと発言した。

## SmaSTATION-2
2002年10月5日から2003年9月6日に放送された。

### SmaSTATION-2の出来事
- 2003年8月30日には、新潟スタジアムで行われたSMAPのコンサート終了後に、新潟テレビ21の局舎全体をスタジオとして利用して全国に向けて放送した。

## SmaSTATION-3
2003年10月4日から2004年9月18日に放送された。いきなり、9月6日放送の『SmaSTATION-2』のエンディングで、香取慎吾が「SmaSTATION-2、終わります。次回からはSmaSTATION-3!!」と発言。1つの段階が終了したため、ステップアップだと香取は言った。

### SmaSTATION-3の出来事
- 2003年10月4日の初回は、日本テレビの『香取慎吾の特上!天声慎吾』の毛利編成担当、TBSの『うたばん』や『週刊アサ秘ジャーナル』の古谷英一ディレクター、フジテレビ広報部員・小中ももこを迎え、ベラベラステーションを行った。
- 2004年1月10日の放送はNHKの大河ドラマ『新選組!』に放送開始前夜にあたるため『新選組!』の脚本を担当した脚本家三谷幸喜と、土方歳三を演じた俳優の山本耕史が番組に出演した。
- 2004年3月6日の放送で草彅剛主演の映画『ホテルビーナス』公開にあわせ、ベラベラステーションではすべて朝鮮語の問題が出された。これには草彅だけでなく、いつも英語で行っている香取も今回のためにハングルのフレーズを暗記し生放送に臨んだ。また、セカイノニュースもこの回は韓国のものだけを取り上げた。

#### テレビ朝日×フジテレビ、史上初の生中継コラボ
- 2004年7月24日深夜（この日はサッカーのアジアカップ中継の影響で通常より40分遅れて、7月24日の23:40 - 翌0:34の放送）に放送当日の新聞の見出しや番宣CMで「今夜SMAPが全員緊急生出演」とあった。しかし、番組冒頭で登場したのは香取と木村拓哉・稲垣吾郎・草彅剛の合計4人だけで、中居正広は冒頭では出演しなかった。実は中居は、この当日の裏番組でナインティナインとともに自ら司会をしていた『FNS27時間テレビ』に出演していたため、当然出演する事が不可能であった。しかし、番組開始約20分後に中居を除くメンバー全員で1996年にリリースしたシングル「SHAKE」の2004年バージョン「SHAKE2004」を番組内で披露。ところが曲の途中で中居が番組のマルチビジョンに登場。（これは、「テレビ局で5人揃ってライブしよう」と中居が『27時間テレビ』の冒頭でメンバーに呼びかけたのだが、メンバーは場所を勘違いしフジテレビではなく、テレビ朝日で唄ってしまったという『27時間テレビ』のコントコーナーだった。）このため、約10数分間フジテレビ『27時間テレビ』とテレビ朝日『SmaSTATION-3』の2局同時生中継となった。さらに、ナレーションの小林克也がこの生中継に「ベラベラステーション」を、フジテレビにいる『27時間テレビ』に出演しているメンバーに出題。出題されたのは中居と共に番組の総合司会をやったナインティナインの岡村隆史とフジテレビの西山喜久恵アナウンサーであった。この他番組内でナインティナインの矢部浩之、フジテレビの佐野瑞樹・渡辺和洋・中村仁美アナウンサー、ケイン・コスギ、若槻千夏も中継で出演したというテレビ局史上始まって以来、前代未聞の同時生中継の放送となった。

## SmaSTATION-4
2004年10月16日から2005年9月24日に放送された。

### SmaSTATION-4の出来事
- 2004年10月16日の第1回放送でテレビ朝日代表取締役の広瀬道貞会長（当時社長）が出演し、香取は広瀬社長に「サッカー日本代表応援団長になりたい」とお願いして、香取は2006 サッカー・ワールドカップアジア最終予選の日本代表応援団長に就任。
- 2004年10月23日の第2回放送は、新潟県中越地震のため予定を変更し、冒頭に香取が登場後、地震特番に切り替えた。このため、この週のSmaTIMESは休刊。
- 2004年11月27日は香取と草彅が真剣にトークをした。
- 2004年12月25日は『さんま&SMAP!美女と野獣のクリスマススペシャル』に出演後、草彅剛、稲垣吾郎が出演しクリスマススペシャルで30分拡大版だった。
- 2005年2月12日は番組始まって以来初めて香取がインフルエンザで体調不良により番組を欠席。草彅と中居が司会代理で出演。ゲストは東山紀之。
- 2005年4月12日は『報道ステーション』の司会を務める古舘伊知郎が出演、世界のニュースキャスターを放送した。
- 2005年4月30日は番組で追い続けていた田臥勇太が出演し田臥勇太伝説を放送した。この放送の中で香取はうまく2回目でシュートを決めた。
- 2005年5月14日は中井美穂とヨガを体験した。またこの日の生放送は大下容子アナの誕生日でもあった。
- 2005年5月28日は『ワイド!スクランブル』司会者の大和田獏が出演してバーレーンについて放送した。また稲垣吾郎がツキイチゴローをイタリアのローマで収録。マライア・キャリーといっしょに香取がベラベラステーションを。番組最後にヨガを。
- 2005年6月4日はバーレーンから生放送し日本対バーレーン戦について放送した。ヨガも放送。
- 2005年6月11日はサッカー日本代表がワールドカップ出場が決まり、香取の奮闘を振り返った。またこの日ヨガのコーナーの名前がヨガステーションに決まった。（後にスマヨガステーションに変更）
- 2005年6月18日は竹中平蔵大臣が出演しマネーin the ワールドを放送した。
- 2005年7月2日は爆笑問題が出演し太田光が好きなチャーリー・チャップリン特集を放送した。問題で太田より田中裕二の方が先に答えてしまい、太田は怒った。
- 2005年7月23日は吉田兄弟が生演奏を行い、香取に三味線をプレゼントした。（フジテレビはFNS25時間テレビを放送していたが、香取が出演しなかったため、中継はなかった。）
- 2005年8月13日はコンサートの後九州朝日放送から生放送。草彅が出演し「香取・草彅 真剣対談2」を行った。そして、途中で木村がいきなり出演（公式に予告なし・草彅へもサプライズ）。歌について語った。最後に『世界に一つだけの花』を3人のアカペラで披露。中居、稲垣は出演しなかった。
- 2005年9月10日は、朝日放送からの中継を行い、木村が出演。15分拡大スペシャルを放送した。香取×木村でトークを行った。
- 2005年9月24日は総集編を放送。

#### 近藤勇 処刑前夜 新選組隊士大集結SP!
- 2004年12月12日は大河ドラマ『新選組!』の新選組隊士として出演したキャストが出演し、香取が最終回の前に京都の新選組に関係ある場所を巡った。

出演者
- 藤原竜也、山口智充（DonDokoDon）、山本太郎、中村勘太郎、照英、小林隆、桂吉弥、（堺雅人※長野県松本市から中継、山本耕史※大阪府から中継）
- 三谷幸喜

#### ベラベラパーティー
- 2005年5月21日は母国語が英語ではない国の外国人を迎えて香取がパーティを開き、日本人はどうやったらもっと英語が上手になるかなどを聞いた。最後に香取が英語で「Say What You Will」を歌った。（大下がピアノを演奏した。歌詞はエリック・クラプトンのオリジナルのもの。）

#### NASA初潜入&緊張の記者会見に挑む!
- 2005年7月9日は日本人宇宙飛行士・野口聡一が乗り込むスペースシャトル・ディスカバリーが近日打ち上げられることになったため香取と稲垣の2人でアメリカのNASAに取材に出かける。[注釈 3] スペースシャトルなどを見学後、ディスカバリーの乗組員による記者会見が行われ、香取らも会見場に参列する。そして、質疑応答の時間に香取は「宇宙へいったら何を聞きたいですか?」と質問。そのときに野口聡一は答えてくれなかった。しかし、その後の写真撮影で香取らは野口聡一に接近し、もう一度同じ質問をぶつける。すると野口は「SMAP!」と快く答えてくれた。（そしてフライト13日目となる2005年8月7日にウェイクアップコールで『世界に一つだけの花』がかけられた）

#### テレビ朝日×日本テレビ、2回目の生中継コラボ（世界を救うチャリティー）
- 2005年8月27日は香取が『24時間テレビ28 「愛は地球を救う」』にも出演。香取は、日本武道館からテレビ朝日に移動し、本番組に出演したため、番組が放送されている最中は、『24時間テレビ』には同時生中継だけ出演した。テーマは“世界のチャリティー特集”を題し、ゲストに日本テレビを退社して間もなかった福澤朗を迎えた（福澤はテレビ朝日の番組初出演。福澤は日本テレビとの同時生中継開始前に「（日本テレビの）元社員として（テレビ朝日に）感謝します」、日本テレビとの同時生中継終了後並びに番組エンディングで「テレビ朝日大好きになりました」とそれぞれ述べた）。また、大下も『24時間テレビ』のチャリTシャツを着用して出演、日本テレビ系列と競合する在京キー局のアナウンサーが『24時間テレビ』のチャリTシャツを着用してのテレビ出演はこれが初めて（しかし、これ自体が異例である）。『24時間テレビ』の出演者・草彅らと一緒にスマヨガステーションのコーナーで途中から参加した。またテレビ朝日ロビーに『24時間テレビ』の募金箱を置いたり、『SmaSTATION』で『24時間テレビ』のTシャツの番組カラーの青と黄を計100枚購入した。この企画は事前に綿密に打ち合わせたため、2004年に行われた『27時間テレビ』との2局同時中継のようなドタバタは特に発生しなかった。

#### SMAPが国立に立った日・特別企画! 聖地・国立霞ヶ丘競技場
- 2005年9月3日はSMAPが『SMAPとイク“SAMPLEツアー”for62days』東京公演初日であった。初めて国立霞ヶ丘競技場で単独アーティストとしてコンサートを行ったため、松岡修造とともに国立霞ヶ丘競技場の特集を放送した。

## SmaSTATION-5
2005年10月8日から2006年9月23日に放送された。

### SmaSTATION-5の出来事
- 2005年10月8日の第1回放送は『報道ステーション』アンカーマンの古舘伊知郎がゲスト。
- 2005年10月22日はゲストに崔洋一を迎えて「日本の芸者・中村喜春」特集を。プロ野球日本シリーズの影響で20分遅れで放送開始。
- 2005年12月3日は竹中平蔵総務大臣をゲストに迎え、竹中大臣の人生、お金に関する疑問などを特集した。
- 2005年12月10日は浜田幸一元衆議院議員をゲストに迎え、浜田の人生を特集した。
- 2005年12月17日は笑福亭鶴瓶をゲストに迎え、落語を特集した。番組終盤にロンドンブーツ1号2号が乱入、鶴瓶を夜勤（ドスペ2の夜通し生放送「笑福亭鶴瓶&ロンブーのお笑い!!ゆく年くる年への道」）に連れて行こうとしていたが、香取が「スマステです。まだスマステです」と引き止めた。
- 2005年12月24日は草彅と稲垣が出演。テレビ朝日が2006 FIFAワールドカップの日本対クロアチア戦の放映権を獲得するまでの模様を放送。
- 2006年1月7日は、ドラマ『西遊記』の放映を記念して沙悟浄役の内村光良を交え西遊記特集を放送。「セカイノニュース」が「サイシンニュース」と名称が変更された。
- 2006年1月21日は、寺尾聰をゲストにイサム・ノグチの特集を行った。（当初「黒澤映画特集」予定だったが、企画者の太田光が香取に苦言を呈し、香取が要求を飲んだため）
- 2006年1月28日は、当初堀江貴文がゲスト予定だったが逮捕の為、竹下景子をゲストに迎え、ライブドア・ショックとキスの心理を緊急特集。
- 2006年2月18日は、カルロス・ゴーンを迎え、日産自動車とカルロス・ゴーンの人生、経営術を特集。
- 2006年3月11日は、『愛と死をみつめて』のスペシャル企画で、草彅剛とゲストの広末涼子を迎え、ラブレター特集を放送。
- 2006年6月17日は、ドイツから福田正博らと生放送。
- 2006年7月15日は、映画『日本沈没』公開記念として草彅と柴咲コウがゲスト。月イチゴローにて『日本沈没』が1位となった。
- 2006年8月19日は、松田優作特集を、松田にも詳しい爆笑問題の太田光と行った。下記参照。

#### 世界のクロサワ
- 2005年10月15日は「世界の黒澤明」特集を、黒澤ら映画監督に詳しい爆笑問題の太田光をゲストに迎えて放送。太田は番組終盤にカメラの位置を間違えてしまうという意図的なハプニングをギャグとして見せた。その後も太田光を2回（2005年11月19日放送、2006年3月18日放送）呼んで黒澤特集をした。

#### 真剣対談 北野武×香取慎吾
- 2005年11月5日は北野武と香取の対談が放送された。この中で香取は「僕を映画に使って下さい。」と言い、北野は「いいすよ。」と答えた。しかし、現在も香取が北野作品に出演したことは一度もない。

## SmaSTATION-6
2006年10月14日から12月23日に放送された。

### SmaSTATION-6の出来事
- 2006年10月14日の第1回放送は、5の第1回と同じく古舘伊知郎がゲスト。世界の日本ブームを特集。
- 2006年11月4日は、5に引き続き「松田優作特集完結編（60分特集）を太田光をゲストに迎えて行った。
- 2006年12月2日は、映画『武士の一分』公開にあたり、木村拓哉がゲスト。木村が六本木6丁目に移転後のテレビ朝日のスタジオに来たのは初（木村の出演自体は2001年12月22日、2004年7月24日以来3回目）だった。
- 2006年12月23日は、久し振りにベラベラステーションが復活し、ゲストの宮里藍とともに仰天しつつ挑戦した(この際宮里は全ての問題に正解)。ちなみに香取への最初の問題は、「ベラベラブック」から出題された問題だった。

## SmaSTATION!!（第2期）
2007年1月13日から番組終了の2017年9月23日まで。
6が始まって3ヶ月しか経っていないにもかかわらず、この日からタイトルを当初と同じ「SmaSTATION!!」に改題。
香取と大下に、当日の特集にちなんだ極少数のゲストを加えた数名で、特集を主とした企画報道番組に近い形式（時事ニュース番組の要素は大幅に削られた）の番組になった。また、事前及び番組中に特集・ゲストに関する質問を、電子メールで受付けるようになった。
また、スタジオも模様替えし、まず今まで香取らの後ろに陣取っていた外国人女性タレントの集団が廃され、更に今までテーブルが無かったスタジオに丸テーブルが設置されて、それを囲む形で座って進行するようになった。
尚、この回より番組当初から演出を担当していたタカハタ秀太が去った。番組のカラーであったスタイリッシュさや独特の特集などのタカハタ色が消え、より一般的な女性向け特集に変更され、どの特集も基本的にランキング形式で紹介される様になった。

### SmaSTATION!!（第2期）の出来事
- 2007年3月17日は、TBS版『華麗なる一族』で主演の木村拓哉をゲストに迎えて、『華麗なる一族』について取り上げた。TBS版の最終回を翌日に控え、しかもドラマ映像もTBSから提供されており、事実上のコラボ企画である。また、この放送回では『華麗なる一族』の著者である小説家の山崎豊子から木村へのメッセージが本人の肉声によってオンエアされた。
- 2007年7月28日の放送は、香取がフジテレビの『FNS27時間テレビ みんな“なまか”だっ!ウッキー!ハッピー!西遊記!』に出演しており、総合司会という立場上同番組のスタジオを離れられなかったため出演できず、全編島田洋七に密着した佐賀のがばいばあちゃん特集VTRのみで構成されたが、番組冒頭及び最後の5秒のみ事前収録のVTRで香取が登場し、『27時間テレビ』を意識させる発言をした。
- 2009年3月8日（7日深夜）の放送は、野球中継の放送時間延長で1時間20分遅れの0:20に放送、日曜になってからの放送となった。
- 2009年4月18日の放送より、8年間使用されていたセットが一新された。初ゲストは、タカアンドトシ。
- 2009年4月25日の放送では、この2日前の23日に香取と同じSMAPのメンバーである草彅剛が公然わいせつ容疑で逮捕されたことを受け、番組冒頭で香取が謝罪を行った。
- 2009年11月13日 - 22日まで香取がミュージカル「TALK LIKE SINGING」でニューヨークに滞在する為、通常放送が行えず、その期間特別構成となった。
  - 11月14日 → 年始に放送された『SMAPがんばりますっ!!』を再編集・抜粋し放送。オープニングとエンディングのみ事前収録した香取と大下のトークがあった。
  - 11月21日 → ニューヨークから生放送。大下も現地へ出向いた。ゲストはミュージカルの脚本・演出を担当し、香取同様ニューヨークに滞在していた三谷幸喜。
- 2010年6月12日、SMAPが上海万博でコンサートを行うため、通常放送が行えない予定であった。その後コンサート中止が決まり通常放送が行える状況となったが、放送は予定通り事前収録の総集編となった。
- 2010年7月31日よりSMAPのWe are SMAP! 2010 SMAP CONCERT TOURが始まり、東京公演以外は通常放送が行えなくなり特別処置がなされた。
  - 8月21日 → 事前に本放送の為に収録されたロケ企画を放送。
  - 8月28日 → CM中の未公開を含む総集編。
  - 9月4日 → コンサート開催地の大阪で朝日放送の屋上から生放送。ゲストはトータス松本で本番組のために大阪へ駆け付けた。
- 2010年11月13日は香取がシルク・ドゥ・ソレイユ クーザの取材（フジテレビ系）でアメリカへ渡っていたため、事前に本放送のために収録されたロケ企画を放送した。
- 2011年1月29日は今田耕司を迎えて前週に予告した当初の内容を変更し、AFCアジアカップ2011・決勝（日本対オーストラリア）を行うカタール・ドーハから中継をつなぎ、決勝の展望などを放送。
- 2011年2月12日は番組放送以来初となるジャニーズ事務所の後輩、山下智久を迎えて「ジャニーズ事務所の歴史を総復習SP」を放送。また、全てのVTRが終わった後に、Kis-My-Ft2が5月にCDデビューすることが決定したことを伝えた。
- 2011年3月12日、東日本大震災発生によるANN報道特別番組を放送のため、休止。
- 2012年8月18日、映画『あなたへ』公開直前で草彅をゲストに迎え、終盤では高倉健が生出演した。高倉本人による、草彅にサプライズで出演したいという希望が実現された形である。よって、高倉が生出演することは非公開で草彅にも知らされていなかった。
- 2012年9月1日、SMAPが大阪でコンサートを行った関係で、朝日放送から生放送をおこなった。
- 2013年5月11日に放送回数500回達成。
- 2013年最後の放送となる12月28日は、後述の『裏Sma!!』を15秒のクロスプログラムに差し替えてから開始した。
- 2014年9月13日は、コンサート開催地の大阪で朝日放送から生放送。
- 2014年11月15日は、当初は通常通り放送予定だったが、23:06より『テニス・ATPワールドツアーファイナルズ 準決勝 「錦織圭×N・ジョコビッチ」』を生中継することになったため、番組休止となった。
- 2014年11月22日は福岡県・九州朝日放送からの生放送（ゲスト：博多華丸・大吉）だが、冒頭、開始前の22:08に長野県神城断層地震が発生したために地震情報を放送、その後、同年11月10日に死去した高倉健のゲスト出演回である2012年8月18日放送分を放送し、そのままOPタイトル抜きで始まった。
- 2016年年頭にSMAP解散騒動が発生するが、番組内ではコメントせず。
- 2016年8月13日の放送直後の14日午前1時にジャニーズ事務所が解散を発表。
- 翌週8月20日の放送において解散には一切触れなかった。
- 2016年12月31日をもって、香取が所属していたSMAPが正式に解散したが、同ユニットに由来する本番組のタイトルについては解散後も当面変更はないとする説明が2016年11月29日、テレビ朝日担当役員・常務の亀山慶二より発表された。ただし4月以後についてはこの時点においては「ご報告できるタイミングではない」とした[5]。
- 2017年4月22日はゲストに中居正広が登場、SMAP解散後初めてとなる共演を果たした。平均視聴率は8.3%（関東地区・世帯・リアルタイム、ビデオリサーチ調べ）を記録した[6]。

#### 最終回

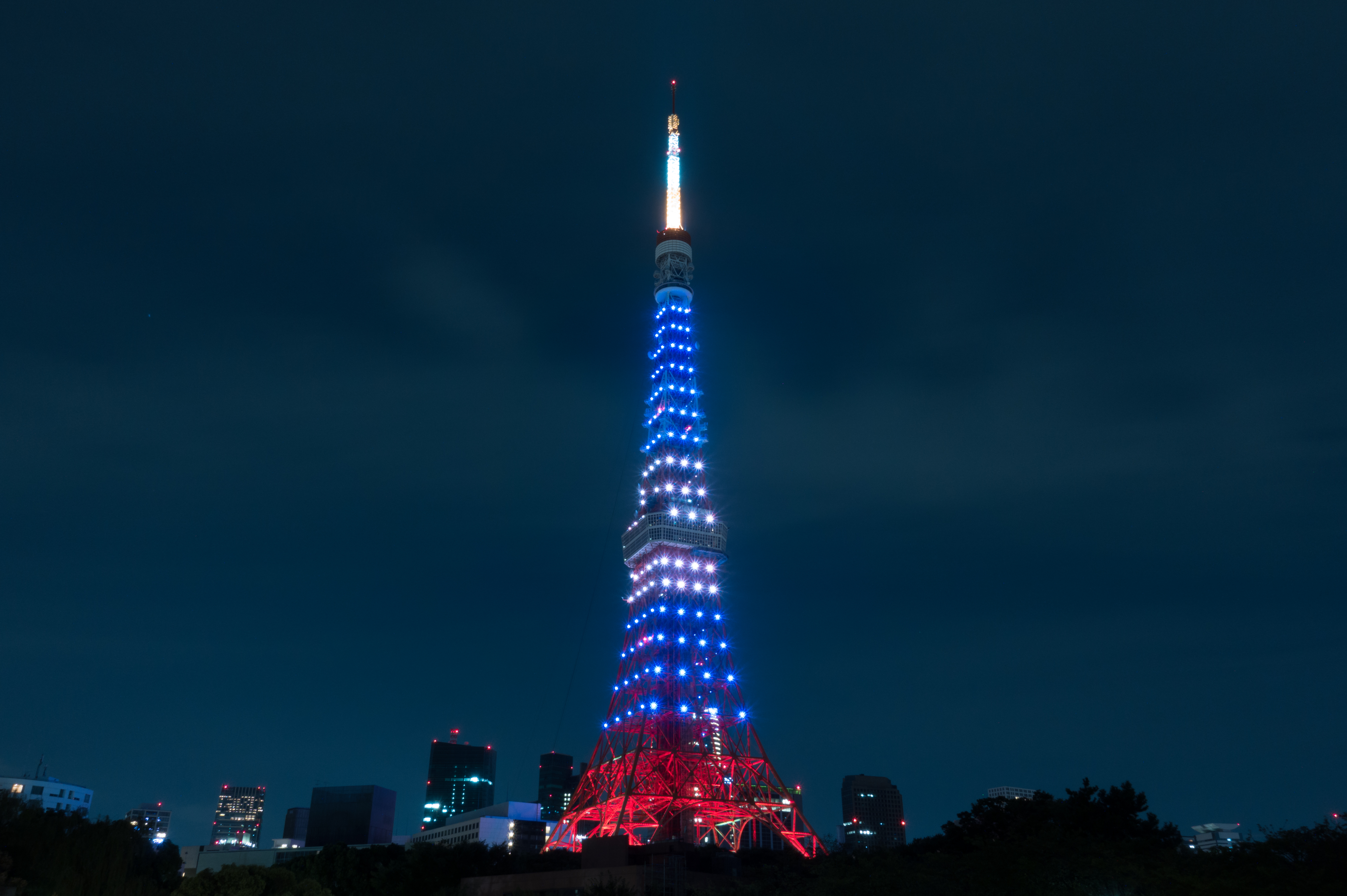
最終回当日の夜、青いスマステカラーにライトアップされた東京タワー（2017年9月23日）

- 2017年6月15日に日刊スポーツが9月いっぱいで終了することが内定したと報じる。
- 8月4日にテレビ朝日の広報部がスマステの終了を正式に発表。翌5日の放送は特番のため休止。
- 2017年9月9日に香取がジャニーズ事務所を退所。退所直後は香取のマネージメントは弁護士事務所が行っていたが、9月22日に新しい事務所であるCULENに所属した。
- 2017年9月23日の放送をもって最終回を迎え、16年、699回に亘る歴史に幕を下ろした。CULEN所属になってから、最初で最後の放送であった。
- 最終回のゲストとして、香取とNHK大河ドラマ『新選組!』（2004年）で共演した山本耕史が出演した。
- 最終回の放送に合わせて、東京タワーが青いスマステカラーにライトアップされた[7]。その模様は番組冒頭（六本木・テレ朝本社屋7階屋上より）で紹介され、まさかの「演出」に香取が感激した[8]。
  - なお、番組の生放送に合わせたライトアップは異例であり、東京タワーの公式Twitterには1500件以上のコメントが寄せられ、200通もの感謝メールも寄せられた[9]。また、構成作家を務めた鈴木おさむによると、東京タワーサイドからの好意により、無料で行っていただいたとのことを、鈴木自らブログで明かしている[10]。
- ラストは香取が山本と抱擁して一旦締め[11]、山本を送り出した後にナレーションブースにいる小林とトークし、最後は「時間もあるようですので少し話しませんか？」と切り出した大下と2人きりでトーク。香取は「スマステーションが終了、ってのが新聞に載ったって話を聞いて、『え？終わっちゃうの？』って思ってたんですけど、8月12日にプロデューサーから『終わります』って聞いて。あ、本当に終わるんですね、って。それからの6、7回、本当にあっという間でしたね。とっても残念ですよ」と語り、「16年間やらさせてもらったことで、自分を作った一つだと思う」と感謝を述べ、準レギュラーとして元SMAPメンバーの中でも出演が多かった稲垣・草彅とのエピソードや事務所移籍で新たに発足した「新しい地図」への意気込みを語った後に大下も「新しい地図でまた出会いたいです」と述べた。最後の提供クレジット・エンド5秒では「あと一回、700回までやりたかった」とコメントした後に、山本の時と同じく大下と抱擁して「ありがとうございました！ありがとう！」と挨拶しながら手を振り 、16年の歴史に幕を下ろした[12]。また、この日、テレ朝本社前に大勢のファンが集まり、香取の長年の労をねぎらった[13]。最終回の平均視聴率は8.2%（関東地区・世帯・リアルタイム、ビデオリサーチ調べ）を記録した[14]。
- 一番組の司会者が「制作スタッフから内々に通達されるよりも前に新聞報道で番組の終了決定を知った」と発言したことに反響が殺到した[15]。テレビ朝日ホールディングスの早河洋会長兼CEOは9月26日の定例記者会見において、番組の打ち切りについて「私どもと（香取が9月8日まで所属していたジャニーズ事務所が）話し合ってということ」「我々は個人でなく、事務所と行動しているわけで、（香取に知らせていなかったのは）何か意図があってということはありません」と説明した[16]。また、699回での終了については「改編期を迎えたので、先方と相談して総合的な判断で止めるということになった。700（回）でやめなきゃいけないという縛りもない。自然の流れで終了した」と言及した。また、700回記念特番を放送する可能性については「あまり例もないと思う」と否定した[17]。

## 主なコーナー

### 番組終了時点のコーナー
- トクベツキカク

今週の特集を紹介するコーナー。途中でクイズが出題され、香取とゲストが答える。
- ベストヒット! SmaSTATION!!

『ベストヒットUSA』のパロディで、ランキングを発表する。ナビゲーターは本家と同じく小林だが、セットは異なる。
- メールトーク

番組内で募集した視聴者からゲストへの質問メールを元にトーク。
- ゴローのムービージャッジ

「月イチゴロー イナガキベスト5」の後継として2013年11月2日から不定期で放送されている映画批評コーナー。批評は引き続き稲垣が務めている。2014年12月20日の放送を最後に放送されていない。

### 過去のコーナー
- セカイノニュース

国内外の政治から芸能までを簡単にまとめて視聴者に伝えるコーナー。
- ベラベラステーション

香取とゲスト（初期は香取と小宮）が日常英会話フレーズをクイズ形式で答えるコーナー。もともと2人の英語力を伸ばそうという企画であり、香取はこの企画から英語を勉強するようになった。香取は英語を学ぶにあたって当初英単語をひたすら暗記し続ける方法をとっていたが、効率が悪いため、会話フレーズを暗唱し徐々に暗記文を増やす方向に転換。同時に、番組で出題される文もその暗記リストから出題されることになった。その会話文リストをまとめ直したものが『ベラベラブック』である。こうして初期のベラベラステーションが確立された。その後、さまざまな出題形式へと変更していった。
放送では、問題に対する答えが正解または優秀な答えであれば「Perfect BERA-BERA!」のジングルが鳴る。通じるけど正答とはいえない場合普通のチャイムが鳴り、完全に不正解の場合は「Too Bad!!」のジングルが鳴る。出演者を取り囲む外国人たちの大げさな反応も見ることができる。
初期は基本的には与えられた会話文を英語に訳す問題で、回によっては単語の英訳問題や、聞き取った英語に対して応答するヒアリング問題もあった。香取とゲスト（小宮）がなぜか背中合わせになっていた。1回の放送で5～10問出され、毎回長い時間が割かれていた。
「2」になると、「2nd ステージ」としてリニューアルされる。テーマは「リスニング」。洋画や外国人へのインタビュー（出演者へのメッセージ）の中から問題文として抜き出された言葉の日本語訳を答える問題だった。
「3」で「3rd ステージ」となる。テーマは「トーキング」。毎回異なるシチュエーション・会話テーマを用意し、その中で出題されるフレーズの英訳・日本語訳、リスニングの翻訳を答えるという問題。エキストラ外国人がシチュエーションの相手役として登場した。背中を合わせて答えるスタイルがここでなくなった。
「4」以降は「4th ステージ」となり、これまでの形式をすべて取り入れて問題が出された。しかし徐々に1回の放送でベラベラを放送する時間が少なくなり、だんだんと放送自体行わない回も多くなる。後に完全に廃止された。
- ジャパニーズ in the ワールド（2 - ）

世界で活躍している日本人を紹介するコーナー。
- スマムービー・オスギハイクラ!?（2 - 3）

映画評論家・おすぎが、香取が選んだ新作映画に見る価値（入場料）をつける映画評価コーナー。
- ニッポンヲシロウ!（2 - 5）

香取やゲストの人が日本各地で外国人旅行者との旅行に参加して、まだ知らない日本を知ろうとするコーナー。1回のロケで数回にわたって放送することも多い。
- スマヨガステーション（4 - 5）

ポリー先生によるヨガを体験するコーナー。
- スマクリニック（2）

現代医療をみんなで考えるコーナー。医療ミスや人間ドックなどが中心。
- スマクリニック1プンドック（3 - 5）

健康や病気について考える。日ごろの生活態度から恐ろしい病気になる確率をチェックの数で判定する。生活習慣病、うつ病などさまざまな病気が取り上げられた。
- 覚えておきたい! マナー手帖

様々な場面でのマナーをクイズ形式で紹介。「トクベツキカク」として過去行われていたマナー企画をレギュラー化したもの。
原則毎週オープニングに行われるが、稀に行われない週もあった。
- 月イチゴロー イナガキベスト5（3 - 2013年5月18日）

「スマムービー・オスギハイクラ!?」の後継として2004年4月10日に開始したコーナー。
香取がチラシのみで選んだ5本の映画作品を稲垣が見て、そのランキングと批評を行う。
タイトルに「月イチ」と付いているが、行わない月も増えている。2009年10月 - 12月の3ヶ月間行わなかった時もあった。
当初は稲垣のコメントに香取が突っ込むシーンもあったが、コーナー後期にはコメントの内容も深くなり、納得する姿も多くなった。

#### SmaSTATION!!初期のコーナー
まだ番組内容がはっきりせず模索中であったころの企画。
- カトリノギモン（1のみ）

香取が日々のニュースで感じた疑問にこたえる。
- ニュースベラベラ（1のみ）

香取とゲストが最近取り上げられたニュースについてクイズを出し合って、また解説するコーナー。難しい解答を求めるものも多く、正誤判定は出題した出演者自身が行うため、善意でかなり適当なオマケ正解としたことも多かった。
- スマアニメ（1のみ）

新聞の4コマ漫画のような存在。かなりシュールな内容で、出演者が理解に苦しむこともあった。
- スマウラナイ（1のみ）

台湾の占い師による誕生月別の1週間の占い。
- スマテンキ（1のみ）

毎月1組があすの天気と記念日を紹介。第1回目は本上まなみ。なお、このコーナーがなくなってからは番組の最後（エンドロールと同時に）に画面下部に主要都市の天気・気温が表示される形になったが、放送時間の関係で表示しない日も多い。

## 香取輸送作戦
日本テレビで毎年12月のクリスマス時期に放送される『さんま&SMAP!美女と野獣のクリスマススペシャル』に出演している香取を、その後23:00から生放送の『SmaSTATION-3スペシャル』に出演する為、『SmaSTATION!!』の放送が始まった2001年から実施されている日本テレビの駐車場から大型バスなどでテレビ朝日の社屋へ輸送するという作戦である。
この回はSMAPメンバーの草彅が毎年出演している。またベラベラステーションは2002年から草彅だけは韓国語の問題が、香取など他の出演者は通常通り英会話の問題が出されている。
- 2001年（12月22日）
香取は草彅剛と共に千代田区の日本テレビ駐車場に停まっている大型バスの横に立って番組がスタート。冒頭で草彅と少し喋った後香取は1人バスに乗車、しかしバスの後ろの座席に今度は木村が香取を待っていた。そしてバス車内での木村と香取による『ベラベラステーション』がスタート。その後、木村は途中下車し香取は1人バスで大下やゲストが待つテレビ朝日の社屋に到着。しばらく番組を進行していたらエンディング間際で最後に中居が乱入するという内容だった。ちなみに稲垣は、この当時事件による謹慎中だった。
- 2002年（12月21日）
2001年同様に日本テレビ駐車場に停車してあった大型バスの横から番組がスタート、草彅の姿は無かった。冒頭で少しトークして香取はバスに乗車。この時最後尾の座席に座って香取を待っていたのは映画評論家のおすぎだった。そしてそのまま香取とおすぎを乗せテレビ朝日へ直行、草彅は香取と別ルートでテレビ朝日へ行き香取を待っていた。残る3人のメンバーの出演は無かった。（裏Sma!!に香取の変装をした稲垣が少しだけ登場）
- 2003年（12月20日）
これまでと同じく日本テレビ駐車場に停車していた大型バスの横から草彅と共にスタート、この年は香取と共にテレビ朝日へ直行した。移転したばかりのテレビ朝日新社屋のある六本木ヒルズを香取が駆け抜ける様子も放送された。この年も残る3人のメンバーの出演は無かった。
- 2004年（12月18日）
香取は道が渋滞で車に乗れないと告げられ、日本テレビからテレビ朝日へ走って移動した。しかしスタジオに到着すると、すでに車で移動していた草彅の姿があった。草彅「道混んでなかったですよ」。今回は草彅剛と稲垣吾郎が出演した。

※2005年は、『さんま&SMAP-』の放送が日曜日（12月25日）になったため、輸送作戦は行われていない。
※2006年については『さんま&SMAP-』が土曜日放送（12月23日）に戻されたが、同日の『土曜ワイド劇場』（前枠番組）の30分拡大を受けて『SmaSTATION-6』自体の開始が23:30に繰り下げられたため、『さんま&SMAP-』が終了した後の約20分間の間に香取がテレビ朝日へ移動した。よって輸送作戦は行われず、裏Sma!以外は通常通り香取がオープニングからテレビ朝日のスタジオに登場した。
※2007年は去年同様に土曜日放送で、30分拡大になり、こちらも『土曜ワイド劇場』の30分拡大で23:30からの放送のため、3年振りに行われた。

## 裏Sma!!
22:57 - 23:00→23:12 - 23:15（JST）に『裏Sma!!、裏Sma2、裏Sma3、裏Sma4、裏Sma5、裏Sma6、裏Sma!!』として直前番組を放送していた。ただし本編の放送は冒頭1分間（最初の55秒はVTR）であった。当初は関東地区のみの放送だったが、徐々にネット局を増やし、以下の局でも放送していた。テレビ朝日の土曜日20:54 - 翌1:00枠の大改編に伴い、全局2017年4月15日を以て終了となった。
- 新潟テレビ21（2005年10月 - ）
- 大分朝日放送（2006年1月 - ）
- 鹿児島放送（2006年10月 - ）
- 岩手朝日テレビ（2009年4月 - ）
- 青森朝日放送（2012年1月 - ）
- 山口朝日放送（2012年1月 - ）
- 九州朝日放送（2012年1月 - ）
- 名古屋テレビ放送（2013年10月 - ）
- 琉球朝日放送（2016年 - ）

## SmaTIMES
番組から発行されるフリーペーパーで、全国のHMV、系列のテレビ局の本社・支社・関連施設で配布される。
また、裏表紙には香取が撮影した写真や、オリジナルロゴなどが印刷されていたこともあり、現在は香取による絵が掲載されている。また、その裏表紙は Smastation 公式サイト にて公開されている。また、その写真をまとめて写真集としたのがSNAP NO SHINGOである。
青森朝日放送、福島放送、瀬戸内海放送、広島ホームテレビは番組ED時にSmaTIMESについての告知テロップを独自で出している（右上で表示）。

## 番組内でよく使われる楽曲
- SMAP「世界に一つだけの花」「Dear WOMAN」「buzzer beater」「ススメ!」「Theme of MIJ」
- 桑田佳祐「ROCK AND ROLL HERO」「HOLD ON（It's Alright）」
- U2、THE Beatles、THE ROLLING STONES
- ジョン・パウエル「Our Heros」(映画「エボリューション」より、主に企画前の前振りVTR時)

## スタッフ
- 構成:都築浩、中野俊成、鈴木おさむ
- テーマ音楽:「OLUOLU MAKANI」服部隆之
- TD:平間隆啓
- カメラ:中村純、廣瀬義幸
- VE:阿部勝利、菅原将、岡村亮、平田壮之介、東那美
- 照明:湯浅洋一
- 音声:加藤翠
- 美術:池上隆（以前はデザイン兼務）
- デザイン:小林尚弘
- 美術進行:齋藤直純
- CG:福田隆之
- バーチャル:北川裕子、羽田野英治、首藤健太、占部三四郎、永田晃、岸本淳平、中村悠
- 大道具:神谷直矢、津賀裕太
- 小道具:青木正幸
- 電飾:西尾亘平、竹本武司
- モニター:鈴木久、粟野熊太、井深慎也
- メイク:金田順子、石崎達也
- スタイリスト:栗田泰臣
- 編集:木元雄大、島田金治
- インフェルノ:浅野勝紀
- MA:堀博勝
- 音響効果:矢部公英
- TK:満松美弥子
- 編成:池田邦晃
- 宣伝:平野三和
- デスク:永野智子
- 技術協力:池田屋、AZABU PLAZA、NTT MEDIA LAB
- 協力:大日本印刷、東京オフラインセンター
- ディレクター:藤野智宏（以前は制作スタッフ→チーフディレクター）、中井翔太、松原洸史、山口浩和、薮崎雅弘、笹田和宏、野口昌希、小鴨翔、西山達也、古沢マサル（中井、山口、笹田、野口、西山→以前は制作スタッフ）
- 制作スタッフ:林田拓也、菅勇次朗、平田隼人、川口明、松田浩一、西村美沙紀、鳥井勇気、秦一貴、長谷川吹樹、廣瀬莉子、白石和、中川怜士、田中万莉子
- AP:ながさわコーヤ（こうや）、水野佳世、辻美子
- プロデューサー:佐藤尚子（以前はディレクター）、荒井祥之、矢﨑浩司
- ゼネラルプロデューサー:奥田創史（以前はAP→プロデューサー）
- 制作著作:テレビ朝日

### 途中交代のスタッフ
- 総合演出:タカハタ秀太
- 企画:上松道夫
- 構成:興津豪乃、長谷川大雲、金森直哉、野村安史
- メイク:菊池勲・木村太一（RAIZ）、高木裕介（U-REALM）
- スタイリスト:宇都宮いく子（メイドレーンレビュー）、奥田康臣、瀧本景子、石毛典代
- TD:外川真一
- VE:柳沢満
- 照明:小島裕行
- 音声:高橋秀行、井之川知穂、猪俣晃
- SVC:小田功
- バーチャル:中村敦、坂田敏治、菅野夏木、渡辺雅章、永田晃、葛原健治
- 編集:望月恵太
- デザイン:出口智浩
- 美術進行:佐々木小百合
- 大道具:古谷俊朗、平石陽太郎、後藤貴弘
- LED:中野一
- 電飾:矢萩恵理、川村浩太
- 電飾・特機:高橋友之
- 装飾:松井達彦
- インフェルノ:萩原典隆、藤田浩史、寺澤俊彦
- 制作協力:ジャニーズ事務所
- 技術協力:テイクシステムズ、共立
- 協力:東北新社
- 編成:岩崎浩、田中真由子、松瀬俊一郎
- 広報:小久保聡
- ディレクター:小田隆一郎、馬越崇史、田吹康、吉川徹、石井貴裕、田村徳隆、大江達樹、井長英嗣、小西弘哲、鈴木浩晃、福岡雅秀、兼子直史、近藤利明、平川和志、大沢解都、酒井謙之
- 制作スタッフ:藤崎絵三、高野香織、山崎美香、山角沙織、田中杏奈、豊田尚
- 制作進行:堀内真理恵（以前は制作スタッフ）
- AP:長谷川祐美（以前は制作進行）
- プロデューサー:武居康仁、清水克也、丹羽敦子（丹羽→以前はディレクター）
- チーフプロデューサー:若林邦彦→山本隆司→河口勇治
- ゼネラルプロデューサー:奥川晃弘（以前はプロデューサー）

## ネット局と放送時間
| 地域           | 放送局                           | 系列           | 放送時間               |
| -------------- | -------------------------------- | -------------- | ---------------------- |
| 関東広域圏     | テレビ朝日（EX） 制作局          | テレビ朝日系列 | 毎週土曜 23:05 - 23:59 |
| 北海道         | 北海道テレビ（HTB）              | テレビ朝日系列 | 毎週土曜 23:05 - 23:59 |
| 青森県         | 青森朝日放送（ABA）              | テレビ朝日系列 | 毎週土曜 23:05 - 23:59 |
| 岩手県         | 岩手朝日テレビ（IAT）            | テレビ朝日系列 | 毎週土曜 23:05 - 23:59 |
| 宮城県         | 東日本放送（KHB）                | テレビ朝日系列 | 毎週土曜 23:05 - 23:59 |
| 秋田県         | 秋田朝日放送（AAB）              | テレビ朝日系列 | 毎週土曜 23:05 - 23:59 |
| 山形県         | 山形テレビ（YTS）                | テレビ朝日系列 | 毎週土曜 23:05 - 23:59 |
| 福島県         | 福島放送（KFB）                  | テレビ朝日系列 | 毎週土曜 23:05 - 23:59 |
| 新潟県         | 新潟テレビ21（UX）               | テレビ朝日系列 | 毎週土曜 23:05 - 23:59 |
| 長野県         | 長野朝日放送（abn）              | テレビ朝日系列 | 毎週土曜 23:05 - 23:59 |
| 静岡県         | 静岡朝日テレビ（SATV）           | テレビ朝日系列 | 毎週土曜 23:05 - 23:59 |
| 石川県         | 北陸朝日放送（HAB）              | テレビ朝日系列 | 毎週土曜 23:05 - 23:59 |
| 中京広域圏     | 名古屋テレビ放送（メ〜テレ/NBN） | テレビ朝日系列 | 毎週土曜 23:05 - 23:59 |
| 近畿広域圏     | 朝日放送（ABC）                  | テレビ朝日系列 | 毎週土曜 23:05 - 23:59 |
| 広島県         | 広島ホームテレビ（HOME）         | テレビ朝日系列 | 毎週土曜 23:05 - 23:59 |
| 山口県         | 山口朝日放送（yab）              | テレビ朝日系列 | 毎週土曜 23:05 - 23:59 |
| 香川県・岡山県 | 瀬戸内海放送（KSB）              | テレビ朝日系列 | 毎週土曜 23:05 - 23:59 |
| 愛媛県         | 愛媛朝日テレビ（eat）            | テレビ朝日系列 | 毎週土曜 23:05 - 23:59 |
| 福岡県         | 九州朝日放送（KBC）              | テレビ朝日系列 | 毎週土曜 23:05 - 23:59 |
| 長崎県         | 長崎文化放送（NCC）              | テレビ朝日系列 | 毎週土曜 23:05 - 23:59 |
| 熊本県         | 熊本朝日放送（KAB）              | テレビ朝日系列 | 毎週土曜 23:05 - 23:59 |
| 大分県         | 大分朝日放送（OAB）              | テレビ朝日系列 | 毎週土曜 23:05 - 23:59 |
| 鹿児島県       | 鹿児島放送（KKB）                | テレビ朝日系列 | 毎週土曜 23:05 - 23:59 |
| 沖縄県         | 琉球朝日放送（QAB）              | テレビ朝日系列 | 毎週土曜 23:05 - 23:59 |

### 放送時間の変遷
| 期間      | 期間      | 放送時間（日本時間）          |
| --------- | --------- | ----------------------------- |
| 2001.10   | 2012.9    | 土曜日 23:00 - 23:54（54分）  |
| 2012.10   | 2017.4.15 | 土曜日 23:15 - 翌0:09（54分） |
| 2017.4.22 | 2017.9.23 | 土曜日 23:05 - 23:59（54分）  |

## 書籍
- ベラベラブック
- ベラベラブック1.5
- ベラベラブック2
- ベラベラブック2.5
- チョンマルブック
- チョンマルブック2
- マナスマブック